# Abraxesis
Abraxesis là một chi bướm đêm thuộc họ Geometridae. Loài duy nhất thuộc chi này, Abraxesis melaleucaria, được phát hiện tại Shimla, Ấn Độ. Cả chi và loài này mô tả lần đầu bởi George Hampson năm 1902.